# SIMD
SIMD (ang. single instruction, multiple data) – jeden z podstawowych rodzajów architektur komputerowych według taksonomii Flynna, obejmujący systemy, w których przetwarzanych jest wiele strumieni danych w oparciu o pojedynczy strumień rozkazów. Architektura SIMD jest charakterystyczna dla komputerów wektorowych.
Pierwsze komputery o architekturze SIMD stosowano głównie do obliczeń naukowo-technicznych (np. Geometric-Arithmetic Parallel Processor czy superkomputery CM-1 i CM-2 z serii Connection Machine). Obecnie jednostki realizujące zadania zgodnie z metodologią SIMD obecne są także w stosowanych w domowych komputerach procesorach opartych na architekturze x86 (i386) oraz x86-64 (amd64). Procesory te oferują listę rozkazów poszerzoną o zestawy rozkazów typu SIMD, takie jak: MMX, 3DNow!, SSE, SSE2, SSE3, SSSE3, SSE4, SSE5, AVX, AltiVec.